# Oswald Karch
Oswald Karch (Ludwigshafen, 6 maart 1917 - Mannheim, 28 januari 2009) was een autocoureur uit Duitsland, die ook in de Formule 1 uitkwam. Hij nam in 1953 deel aan zijn thuisrace voor het team Veritas, waarin hij geen punten scoorde.